# Visitação (Van der Weyden)
A Visitação é uma pintura a óleo sobre tela do mestre flamengo Rogier van der Weyden realizada em 1445 e que se encontra exposta no Museu de Belas Artes de Leipzig ainda que pertença à Fundação Maximilian Speck von Sternburg.
A obra reconta o episódio bíblico da visita de Maria, grávida de Jesus, à sua prima Isabel, que era muito mais velha e que estava igualmente perto de dar à luz João Baptista.

## Descrição
Maria e Isabel encontram-se num estrada estreita de terra a alguma distância do que se supõe ser a casa de Isabel. As duas mulheres cumprimentam-se colocando a mão sobre o ventre uma da outra. Não se vislumbram acompanhantes delas por perto.
A casa de Isabel parece estar adossada a uma igreja, atendendo aos compridos vitrais nas paredes do topo e lateral da construção maior, verificando-se o habitual anacronismo artístico da época ao desenharem as construções e o vestuário das figuras como se os acontecimentos que descrevem estivessem a ocorrer no momento em que as obras de arte eram realizadas.
À porta da casa de Isabel está uma pessoa e um cão. Do lado esquerdo e já a alguma distância vê-se o que parece ser um reservatório de água com aves à superfície, designadamente um cisne e com duas pessoas por perto. Não muito longe está um conjunto de árvores que poderá ser um pomar. Mais longe encontra-se um pequeno conjunto habitacional que poderá constituir uma quinta agrícola. E no horizonte mais longínquo divisam-se os contornos de uma cidade.
Está um dia claro e calmo com nuvens altas. Há inúmeras aves a voar calmamente à volta das partes mais elevadas da Igreja e anexos.
Esta composição é próxima quanto à posição das figuras, cores e enquadramento à Visitação que se encontra em Turim, na Galleria Sabauda, um dos dois painéis laterais do Tríptico da Anunciação também de Van der Weyden que foi realizado cerca de onze antes.

## História recente
Esteve atribuida a Hans Memling durante o século XIX, quando já se encontrava na posse de Maximilian Speck von Sternburg.
O destino da Coleção de Speck von Sternburg no século XX foi agitado. Após esta família ter sido desapossada dos seus bens em 1946 no decurso da reforma agrária, os tesouros artísticos foram incorporadas no Museu Leipzig até à Reunificação da Alemanha. Após a reunificação, e devido às disposições legais, a coleção de arte foi devolvida aos herdeiros vivos em 1994. Contudo, estes decidiram generosamente concedê-las em empréstimo permanente ao Museu de Belas Artes de Leipzig. Por esta decisão, o Barão Wolf-Dietrich Speck von Sternburg foi agraciado com o Prémio Mecenas concedido pelo Presidente da Alemanha em 1999.

## Tríptico da Anunciação
O Tríptico da Anunciação é um painel a óleo de Rogier van der Weyden, datado de cerca de 1434. Foi originalmente formado por três painéis, estando o central no Museu do Louvre em Paris, e os painéis laterais na Galleria Sabauda de Turim.
Os painéis laterais (Clérigo em oração e A Visitação, com 89 x 36,5 cm cada) têm características similares ao central (A Anunciação), mas apresentam paisagens mais luminosas, com os elementos de fundo ficando cada vez mais difusos no horizonte, de acordo com uma perspectiva aérea.